# Pericyma turbida
Pericyma turbida là một loài bướm đêm trong họ Erebidae.